# Im Brennpunkt
Im Brennpunkt ist eine wöchentlich ausgestrahlte Dokumentationsreihe im österreichischen Spartensender ORF III, bestehend aus internationalen und eigenproduzierten Reportagen aus verschiedensten Regionen der Welt, die meist nicht im Blickfeld der Öffentlichkeit stehen. Sie wird wöchentlich donnerstags in der Hauptsendezeit ausgestrahlt, Sendungsverantwortlicher und Moderator ist ORF III-Chefredakteur Christoph Takacs. Im Brennpunkt nimmt aktuelle sowie vergangene Konflikte und Auseinandersetzungen in den Fokus, Naturkatastrophen und ihre Auswirkungen auf Natur, Menschen und gesellschaftliche Strukturen, sowie Entwicklungen und bemerkenswerte Initiativen auf der ganzen Welt. Als thematische Kernpunkte sind festzumachen insbesondere kriegerische Auseinandersetzungen in Entwicklungs- und Schwellenländern, Konfliktsituationen in Afrika und Südostasien sowie Ressourcen, Energie und Nachhaltigkeit.